# Naso maculatus
Naso maculatus är en fiskart som beskrevs av Randall och Struhsaker, 1981. Naso maculatus ingår i släktet Naso och familjen Acanthuridae. IUCN kategoriserar arten globalt som livskraftig. Inga underarter finns listade i Catalogue of Life.